# Sprekelia
Genre
Sprekelia est un genre de plantes à bulbes de la famille des Amaryllidaceae (ou Alliaceae), natif d'Amérique centrale.
Comme ses bulbes ne tolèrent pas le gel, cette plante est cultivée en pot : sa culture est semblable à celle des Hippeastrum.
Comme le furent des espèces du genre Hippeastrum, Sprekelia formosissima était autrefois placé dans le genre Amaryllis.

## Liste d'espèces
Selon World Checklist of Selected Plant Families (WCSP) (6 Aug 2010) :
- Sprekelia formosissima (L.) Herb. (1821)
- Sprekelia howardii Lehmiller (1999 publ. 2000)

Selon NCBI (6 Aug 2010) :
- Sprekelia formosissima